# The Lego Group
Pour les articles homonymes, voir Lego (homonymie).
The Lego Group (« Le groupe Lego »), ou Lego Group, est une entreprise danoise fabriquant des jeux dont la gamme de produits la plus connue est Lego. Ces jeux sont constitués de briques élémentaires à assembler. 
En 2022, Lego Groupe est l'un des cinq grands producteurs de jouets mondiaux, avec un chiffre d'affaires de près de 6 milliards de dollars.

## Histoire

### Les débuts

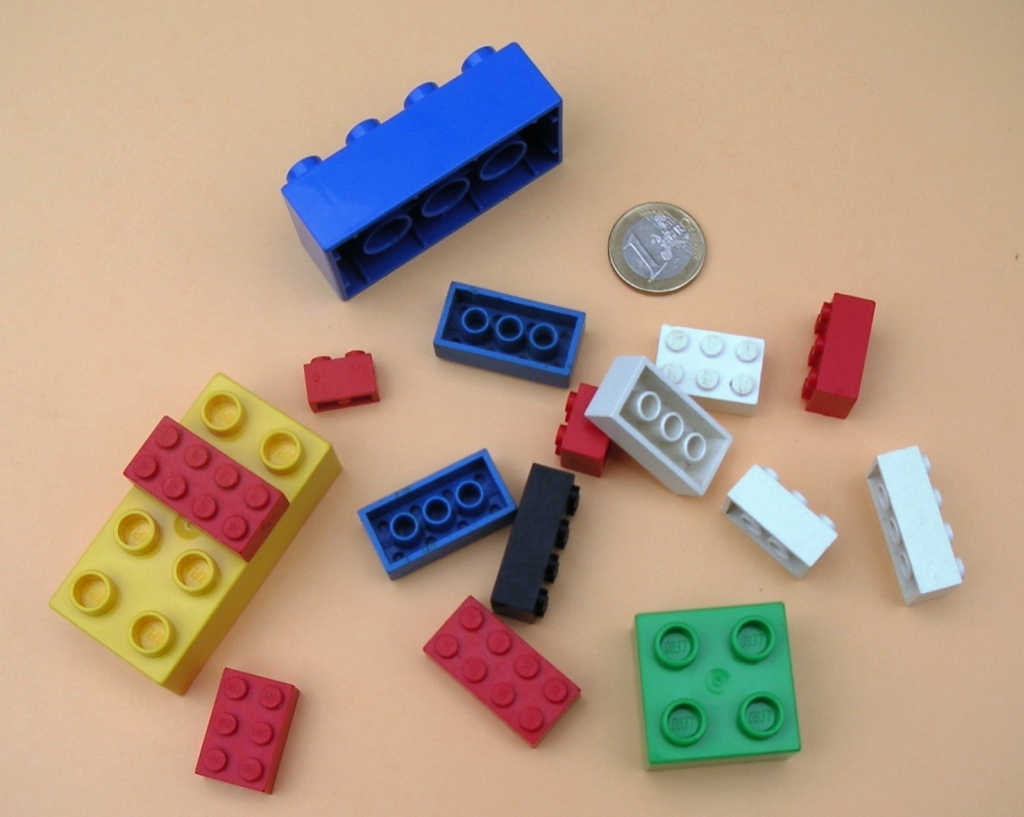
Pièces de Lego et Duplo.

En 1916, Ole Kirk Christiansen ouvre une menuiserie à Billund au Danemark. Il construit des maisons et des meubles pour les fermiers de la région, avec l'aide d'un petit groupe d'apprentis.
Son atelier brule en 1924 quand un feu, allumé par ses deux jeunes fils, enflamme quelques copeaux, puis déclenche un incendie. Ole Kirk considère le désastre comme l'occasion de construire une menuiserie plus vaste et d'augmenter son chiffre d'affaires. Cependant, la Grande Dépression a un impact non négligeable sur ses revenus. En cherchant des méthodes de réduction de coûts de production, Ole Kirk commence à fabriquer des versions miniatures de ses produits pour l'aider dans la phase de conception. Ces modèles réduits l'inspirent dans la fabrication de jouets réalisés à partir de chutes de bois.
L'atelier commence à construire des jouets à tracter : des cochons-tirelires, des voitures et des camions. Ces jouets ont un succès limité car pas à la portées des familles pauvres. Les fermiers des environs échangent parfois de la nourriture contre ses jouets. Ole Kirk se rend compte que pour maintenir en vie son entreprise, il doit continuer à produire des objets utiles en plus des jouets. Au milieu des années 1930, le bref engouement pour le yo-yo lui fournit une période d'activité jusqu'à sa fin soudaine. De nouveau, Ole Kirk tourne cet incident en sa faveur, transformant les composants du yo-yo en roues. Son fils Godtfred Kirk Christiansen commence à travailler dans l'entreprise.
Lorsque l'usage du plastique se répand, Ole Kirk importe une machine à injecter d'Angleterre et commence à produire des jouets avec ce nouveau matériel. L'un des premiers jouets modulaires est un camion qui peut être désassemblé puis remonté. Cependant, cet objet, comme ses semblables, comporte trop de pièces différentes et produire des gabarits pour chacune se révèle trop coûteux. Ole Kirk décide donc de commercialiser des briques standardisées à tenons, à l'image de celle de Minibrix, de Bild-o-Brik ou de Kiddicraft avant lui.
Comme les briques d'alors sont creuses, leur assemblage était précaire. Les Christiansen inventent alors en 1949 un système de cylindres autobloquants. Les tenons sont légèrement plus larges que l'espace entre le tube et la paroi, ces derniers s'écartent lorsque deux pièces sont assemblées. Mais avec un matériau résilient, le tube et les parois reprennent leur position d'origine et se resserrent autour du tenon, solidifiant l'assemblage. Les briques deviennent donc solidaires une fois assemblées, mais peuvent être séparées.
L'utilisation de plastique pour les jouets est peu estimée par les détaillants et les consommateurs de cette époque. De nombreuses livraisons sont retournées à cause de ventes insuffisantes et il semble à l'époque que les jouets en plastique ne remplaceront pas ceux en bois. En dépit de ces critiques, les Christiansen persévérèrent. En 1954, Godtfred devint le responsable de la fabrication.
Une conversation avec un acheteur étranger qui lui fait entrevoir le potentiel que représente un « système » complet, mais les briques ont encore quelques problèmes techniques : leur aptitude au « verrouillage » est limitée, et elles manquent de polyvalence. C'est en 1958 que la brique contemporaine à huit saillies est développée. La licence est déposée le 28 janvier 1958. La brique est améliorée grâce à des tubes dans sa partie inférieure. Cela augmente l'adhérence de la base, tout en augmentant les possibilités d'usages.
La même année, Ole Kirk meurt et Godtfred hérite de la direction de la société.

### Croissance

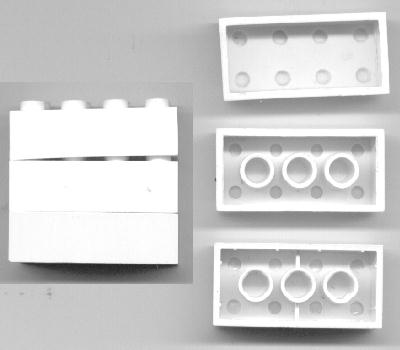
Briques de base Lego.

Lego progresse substantiellement les années suivantes. En 1959, la division Futura est fondée. Son équipe est chargée de produire des idées de nouveaux projets. Un autre incendie frappe l'entreprise en 1960, consumant presque tout le stock de jouets en bois, laissant la ligne plastique seule en état de fonctionner. À la fin de l'année, le personnel compte quatre cent cinquante personnes.
1961 et 1963 voient l'introduction des premières roues Lego, un ajout qui élargit le potentiel pour construire des objets roulants et des objets pour les préscolaires.
En 1963, l'acétate de cellulose, qui souffrait de décoloration et de vrillage, est abandonnée au profit de l'ABS (acrylonitrile butadiène styrène) toujours utilisé pour fabriquer les briques de nos jours. L'ABS présente de nombreux avantages : résistant à la chaleur, aux acides, aux sels, aux produits chimiques, il est non toxique et sa tenue dans le temps est excellente. En 1964, un livret de conseils est inclus pour la première fois.
L'une des séries qui connait le plus de succès, l'ensemble ferroviaire, apparait en 1966. Le module dispose d'un moteur de 4,5 volts, remplacé deux ans plus tard par un moteur de 12 volts. Le 7 juin 1968, le parc Legoland ouvre à Billund. Ce parc à thème présente des modèles complexes de villes. Il prend beaucoup d'ampleur permettant d'accueillir plus d'un million de visiteurs payant annuellement. Plus de huit millions de modules sont vendus en 1968.
En 1969, le système Duplo est mis en vente. Les dimensions des briques doublent, les rendant plus sûres pour les très jeunes enfants ; les deux systèmes sont compatibles, ce qui facilite la transition.

### Expansion
Lego commence à cibler le marché féminin avec l'introduction de meubles et de maisons de poupées en 1973. L'année suivante, c'est au tour de la construction de bateaux avec des coques flottantes. Le fils de Godtfred, Kjeld, rejoint les cadres de l'entreprise.
En 1974, une usine ouvre à Enfield dans le Connecticut et les premiers personnages apparaissent. Ce sont des figurines basées sur une pièce de torse sur laquelle se montent la tête et les bras ; le reste du corps est à monter avec des pièces standards. Elles sont parfois appelées « maxifigs », par opposition aux plus populaires (et toujours actuelles) « minifigs », créées en 1978 et qui remplacent les figurines de même taille, statiques et sans visage, apparues en 1975.

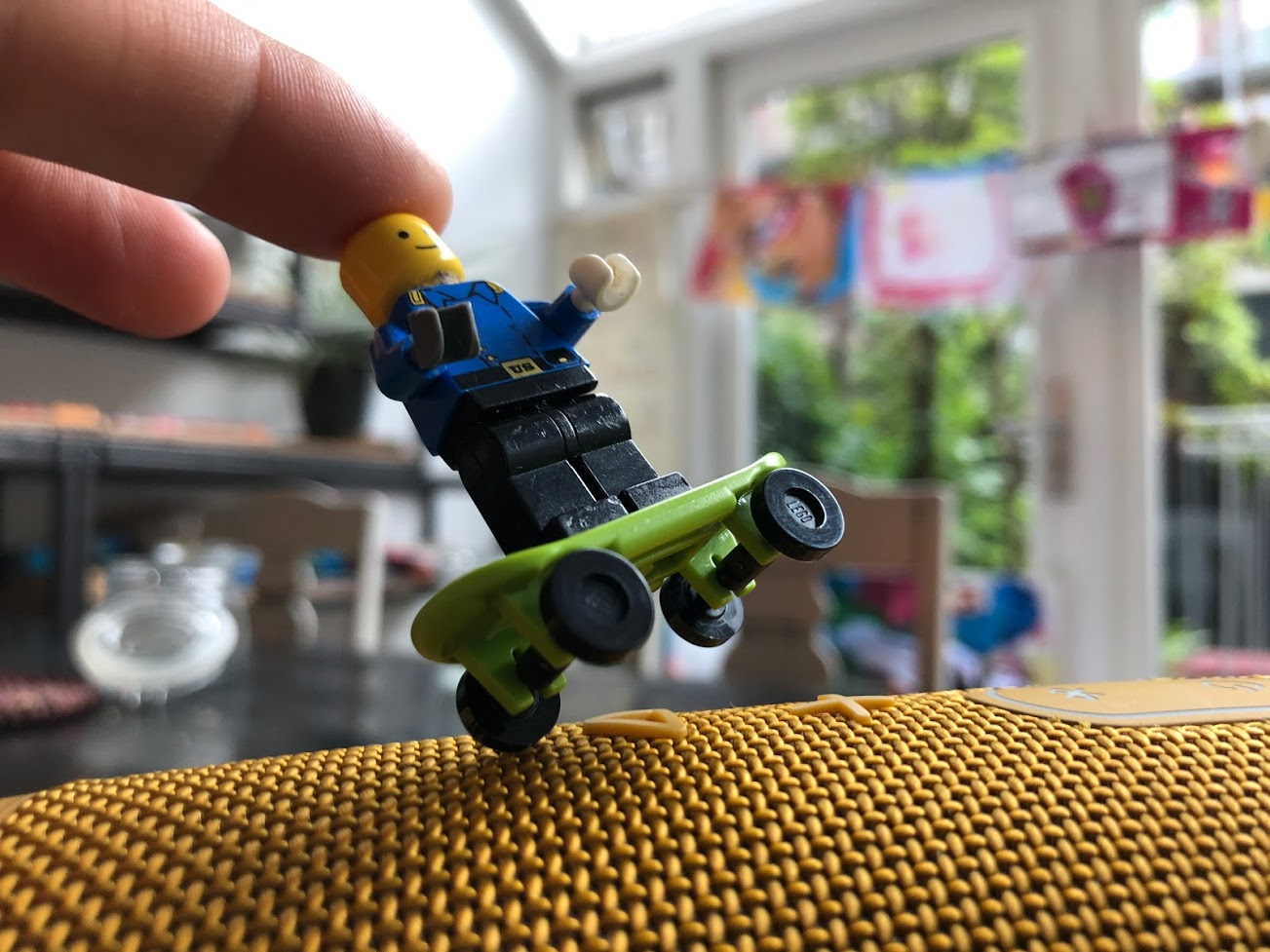
Un personnage lego plus un accessoire Lego, une planche de skateboard.

Les « séries pour expert » sont introduites en 1975. Elles comprennent des pièces mobiles comme des engrenages, dents, axes et leviers, qui permettent la construction de modèles réalistes comme des automobiles avec une direction et un moteur fonctionnels. En 1977, la gamme pour experts change de nom pour devenir  Lego Technic.
En 1978 est lancée la première boîte à thème, celle du château-fort. Suivent les thèmes sur la ville et l'espace, avec la création des mini-figures (chevaliers, policiers, astronautes).
En 1979, des accessoires spatiaux avec des fusées et autres engins intergalactiques sont introduits. Les séries Scala permettent de se distraire avec la bijouterie.
Depuis les années 1960, les éducateurs utilisent les briques pour développer la créativité et la capacité à résoudre des problèmes, ce que l'entreprise appuie particulièrement avec son département Lego Dacta.
En 1986, les accessoires électriques apparaissent, ainsi qu'un embryon de contrôle par ordinateur. En 1987, ce sont les composants pneumatiques qui enrichissent la gamme. En 1988, le premier concours est organisé. En 1990 apparaissent une voiture de course et un véhicule tout-terrain, avec un niveau de détails et un réalisme accrus. En 1991, un régulateur de vitesse devient vite indispensable pour les mordus de train.
En 1992, deux records Guinness sont homologués. Le premier compte 400 000 briques et mesure 4,45 m par 5,22 m : c'est un château réalisé pour la télévision suédoise. Le second est une voie ferrée de 545 m de long, avec trois locomotives. Duplo fournit un tournevis, une pince, des boulons et des écrous. La ligne Paradisa avec des couleurs pastels est destinée aux filles. En 1993, Duplo propose un train et un « brickvac » en forme de perroquet pour ramasser les briques éparpillées sur le sol.
Les couleurs d'origine des briques sont les couleurs primaires rouge, jaune, bleu, le noir et le blanc. D'autres couleurs apparaissent à la fin des années 1990, comme le vert, le gris ou le rose. Les briques vertes sont longtemps proscrites, par crainte qu'elles ne soient employées à construire des véhicules militaires, faisant de Lego un jouet militariste. Les minifigs ont la « peau » jaune, à l'exception de quelques joueurs de basket-ball et de la réplique de Lando Calrissian, personnage de Star Wars, lesquels ont une « peau » brune. Ce détail est la source d'accusations de racisme envers la société Lego, mais une réponse communément donnée par les amateurs est que la peau humaine n'est jamais du même jaune que celle des figurines. Aujourd'hui, les figurines basée sur des personnages de film, par exemple Star Wars ou Indiana Jones, ont la peau beige.
En 1998, Lego lance le premier kit Lego Mindstorms qui, associé à du Lego Technic, permet de programmer un vrai robot via un ordinateur. Ils sont parfois utilisés par des laboratoires de recherche, une fois débridés, notamment en intelligence artificielle, pour construire des robots peu chers et facilement modifiables.
En 2001, Lego lance la gamme Bionicle, représentant des êtres biomécaniques et utilisant certaines pièces issues de Lego Technic, qui connaît un grand succès comme le rapporte alors le journal Le Monde. Première propriété intellectuelle de Lego, Bionicle représente plus de 100% des bénéfices de la marque qui est déficitaire sur ses autres gammes, et permettant au groupe de résister à la crise.
En 2003, Le groupe danois essuie un déficit total de 1,4 milliard de couronnes danoises (188 millions d'euros), soit un recul de 25 % de son chiffre d'affaires ; cette même année le petit-fils du fondateur, alors directeur général, prend la décision de licencier 500 employés sur les 8 000 que compte l'entreprise avant de finalement passer la main en 2004 à Jørgen Vig Knudstorp. Ce dernier dirige la relance et l’expansion du groupe.

### Relance
En 2010, à la suite de l'arrêt de la gamme Bionicle, Lego crée la gamme Hero Factory, représentant des robots futuristes. Hero Factory possède un nouveau système de construction indépendant de Lego Technic.
En 2010, Disney et Lego forment un partenariat sur le territoire américain pour des produits dérivés de films pour premier âge (Duplo) et classiques, comme le train Toy Story.
En 2011, Lego lance la gamme Ninjago, avec des personnages de ninjas, de samouraïs et de squelettes. Ces nouveaux produits plus proches des toupies ont vocation à se rapprocher du phénomène beyblade pour gagner en part de marché et convertir à la marque des consommateurs peu attirés par les jeux de constructions. La gamme de jouets fait l'objet d'une série animée.
À la fin de 2011, Lego lance deux gammes, Dino qui est ciblé sur un jeu de dinosaures et Friends pour cibler les filles,.
Les pneus se sont généralisés sur les différents modèles, se retrouvant dans pratiquement la moitié des boîtes. À partir de 2006, la production dépasse 300 millions d'unités annuelles, ce qui vaut à l'entreprise d'entrer en 2012 dans le Livre Guinness des records en tant que premier producteur de pneus au monde (en nombre) avec 318 millions d'unités fabriquées par an ; en 2014, la production atteint 650 millions de pneus.
Au XXIe siècle, Lego propose des jeux vidéo, comme Lego Star Wars, Lego Racers, Bionicle the game, Lego Indiana Jones, Lego Batman, Lego Harry Potter, etc.
Jørgen Vig Knudstorp quitte les rênes de l'entreprise en décembre 2016 pour diriger la nouvelle filiale Lego Brand et est remplacé par Bali Padda jusqu'en octobre de l'année suivante, où lui succède Niels Christiansen.
La même année, en 2017, malgré des ventes multipliées par cinq en dix ans, en hausse en Chine ainsi que de très bonnes ventes pour des gammes telles que City, Friends ou The Lego Batman Movie, The Lego Group subit une crise de croissance. L'entreprise annonce par conséquent le licenciement de 1 400 employés. En cause notamment, une baisse de 5 % du chiffre d'affaires et de 6 % du résultat d'exploitation,. The Lego Group réalise un chiffre d'affaires en 2017 de 35 milliards de couronnes danoises, avec un bénéfice net de 7,8 milliards, inférieur à celui de l'année précédente (9,4 milliards). Cette baisse de 7,7 % de son chiffre d'affaires met fin à quatorze années consécutives de croissance.
En 2022, Lego renoue avec la croissance malgré son retrait du marché russe, porté notamment par ses collections Harry Potter et Star Wars, et enregistre une hausse de son chiffre d'affaires de 17 % et une hausse de ses bénéfices de 4 %,.
En 2024, le groupe danois enregistre une année « record » avec une hausse de 5 % de son bénéfice net, à 1,8 milliard d'euros, et un chiffre d'affaires de près de 10 milliards d'euros, en hausse de 13%,.

## Concurrence
En 1996, Lego demande à être enregistré comme marque communautaire, ce que l'Office de l'harmonisation dans le marché intérieur (OHMI) accepte en octobre 1999. Mais en 2004, le québécois Ritvik (qui fabrique Mega Bloks) obtient l'annulation de cet enregistrement. De recours en recours, ce combat se poursuit désormais auprès du Tribunal de première instance de la Cour de justice européenne.
En novembre 2005, la Cour suprême du Canada a jugé que les briques concurrentes Mega Bloks (du fabricant québécois Ritvik) ne constituaient pas une copie illégale des briques Lego. Ce qui n'empêche pas Lego d'avoir autant d'acheteurs. Ce jugement de la cour canadienne est confirmé par deux reprises par la Cour européenne de justice (CEJ) en première et seconde instance respectivement en 2005 et 2008.
En 2011, la société Hasbro lance la gamme Kre-O, qui adapte en briques les films Transformers puis Battleship depuis 2012.

## Origine du nom
Ole Kirk Christiansen choisit Lego en 1932, à partir du danois leg godt, signifiant « joue bien ». En latin, lego peut signifier « j'assemble », mais il semble que Christiansen l'ignore lorsqu'il choisit ce nom.

## Parcs Legoland
En plus de Legoland Billund à Billund (Danemark), les autres Legoland sont :
- Legoland Windsor à Windsor, Royaume-Uni ;
- Legoland California à Carlsbad, Californie, États-Unis ;
- Legoland Deutschland à Günzburg, Allemagne ;
- Legoland Florida à Winter Haven dans le comté de Polk, États-Unis ;
- Legoland Malaysia dans l'état de Johor, Malaisie ;
- Legoland New York à Goshen, dans l'État de New York ;
- Legoland Dubaï à Dubaï aux Émirats arabes unis ;
- Legoland Japan à Nagoya, au Japon ;
- Legoland Korea, à Chuncheon, Gangwon, en Corée du Sud.

Outre les parcs à thèmes Legoland, il existe plusieurs centres d'attractions et de découvertes Legoland Discovery Centre.
Le 4 août 2005, l'entreprise vend ses parcs d'attractions Legoland à Merlin Entertainments, qui continue à promouvoir les jeux Lego. Lego conserve 30 % de la société Legoland, qui estime que la marque doit concentrer son énergie et ses efforts financiers sur la production et le marketing afin de retrouver une situation rentable. En 2004, Lego enregistre plus de 250 millions USD de perte, le double de 2003. Ces deux années sont les seules déficitaires dans l'histoire de l'entreprise.

## Chiffres
(octobre 2015).

### Nombre de pièces
Depuis 1949, la compagnie Lego a fabriqué plus de 327 milliards d'éléments,.
Ce sont plus de 75 milliards de pièces qui sont fabriquées chaque année, dont 700 000 000 de pneus.
il existe environ 3700 pièces différentes.
Sept boîtes de Lego et 983 pièces sont vendues chaque seconde à travers le monde,.

### Records
- Le plus cher (prix neuf en magasin) : le Millennium Falcon en édition « collector », sorti en septembre 2017, composé de 7 541 pièces est proposé à la vente à 849,99€[34]. Réédition du précédent modèle de 2008 (5 195 pièces) il mesure 21 cm de haut, 84 cm de long et 56 cm de large.
- Le plus grand nombre de briques : une réplique du Tower Bridge de Londres, homologuée par le Guiness Book en septembre 2016. Composé de 5 805 846 briques[35], il mesure 44 m de haut et 18 m de large. Si le projet a duré un an au total, la construction seule a duré 7 mois, monopolisant 28 constructeurs.
- Le record homologué de la plus haute tour est de 35,05 m[36] depuis juin 2015.
- Le plus gros bateau en Lego mesure 8,40 m de long et pèse 2 860 kg[37].
- Il existe de nombreux records de constructions Lego homologués par le Guiness Book[38].
- De nombreuses voitures ont également été reproduites à taille réelle dont la Bugatti Chiron en Lego Technic, capable de rouler jusqu’à 30 km/h seulement grâce à des moteurs Lego.

### Anecdotes
- Il existe 915 103 765 façons de clipser six briques 2×4[39].
- Le plastique ABS utilisé est chauffé à 232 °C, et injecté sous une pression de 2,5 à 10 bars[40].
- En production, 18 pièces sur un million sont refusées[40].
- Tous les ans la moitié des sets proposés à la vente sont revus ou changés.[réf. nécessaire]
- Interrogé sur le meilleur cadeau qu'il ait jamais fait, le Premier ministre du Canada Justin Trudeau a déclaré avoir offert à Xavier (son fils) le Lego Millennium Falcon quand il était trop jeune, ce qui lui a permis de le construire lui-même[41].

### Présence dans le monde
Les produits Lego sont disponibles dans 130 pays, et plus de 400 millions d'enfants et d'adultes jouent chaque année avec des briques Lego qu'ils peuvent acheter dans une des 568 boutiques « Lego store » existants dont 422 Lego « Certified Store » détenus par la société Percassi, ce sont des espaces qui ne sont pas directement gérés par le Groupe Lego.

## Productions

### Jeux vidéo
Lego Interactive (anciennement Lego Media puis Lego Software) est le nom utilisé par Lego Group pour ses jeux vidéo.
Après le succès commercial de Lego Island développé et édité par Mindscape, Lego Media commence à publier de plus en plus de jeux vidéo dérivé des jouets de construction Lego tels que Lego Loco ou Lego Racers. C'est en 2002 que Lego Media, devenu Lego Software deux ans auparavant entre en collaboration avec Electronic Arts. Après la sortie de Lego Knights' Kingdom avec THQ et Razorback Developments, Lego Interactive reprend la licence Lego avec TT Games et co-édite Bionicle: Maze of Shadows.

## Sites de production

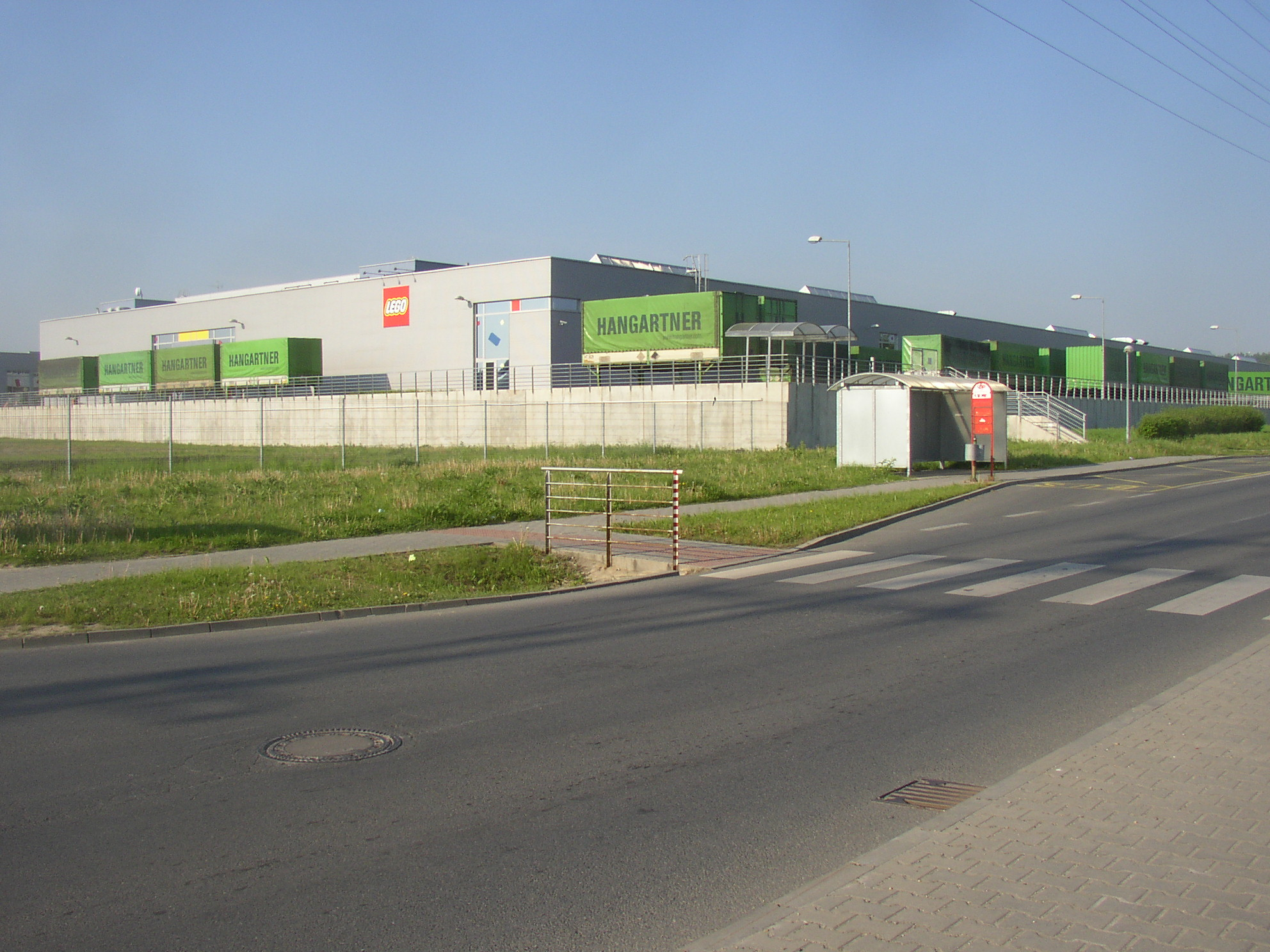
Un site de production du groupe Lego en République tchèque, à Kladno en mai 2008.

Le groupe Lego possède des sites de production au Danemark (à Billund), en Hongrie (à Nyíregyháza), en République tchèque (à Kladno), au Mexique (à Ciénega de Flores) et en Chine (à Jiaxing).

### Anciens sites de production
- Baar (Suisse) : Lego Produktion AG (en), fermé en 2005
- Enfield (Connecticut) (États-Unis) : centre de distribution transféré au Mexique en 2006, partie production fermée en 2000[43]

## Écologie
Lego utilise de plus en plus de plastique biodégradable dans ses produits. En 2019, il a lancé un kit de cabane dans les arbres qui utilise des morceaux de polyéthylène fabriqués à partir de canne à sucre.
Un partenariat entre Lego et Shell datant de 1966 permet à Shell d'apposer son logo sur les Lego. Arrêté en 1990 puis repris durant les années 1998-1999 et enfin en 2013-2014, Greenpeace a fait campagne pour mettre fin à ce partenariat,,. Il est depuis entièrement remplacé par Octan (en), entreprise fictive créée en 1992.

De la même manière, Lego a eu, par le passé, divers contrats avec Esso et Exxon pour l'Amérique du Nord.
L'impact environnemental de la fabrication de jouets a été pris en compte par la société au fil des années. Diverses actions de recyclage et diminution des déchets liés à la fabrication ont été entreprises. Le rapport annuel mentionne désormais concrètement les actions menées (objectifs de diminution des déchets, diminution de l'impact carbone, de la consommation d'énergie), ainsi que des chiffres précis de consommation ou d'efficacité énergétique par exemple.